# Seychellen
De Seychellen (uitspraak: [sɛɪˈʃɛlə(n)]), officieel de Republiek der Seychellen (Engels: Republic of Seychelles, Frans: République des Seychelles, Seychellencreools: Repiblik Sesel), is een land en archipel in Afrika ten noorden van Madagaskar in de Indische Oceaan, ongeveer 1600 km ten oosten van het Afrikaanse continent. De Seychellen bestaan uit meer dan 115 eilanden. Minder dan een derde daarvan is bewoond. Van de 95.981 (2020) inwoners woont zo'n 90% op het hoofdeiland Mahé, dat ongeveer 155 km² groot is. De hoofdstad Victoria ligt ook op dit eiland. De Seychellen zijn met hun inwoneraantal het kleinste land van Afrika en ze behoren tot de kleinste landen van de wereld. Het land scoort het hoogst op de ontwikkelingsindex (HDI) van alle landen in dit werelddeel, maar heeft tegelijkertijd ook de grootste inkomensongelijkheid.
De Seychellen leven voor een groot deel van het toerisme. Niet alleen vanwege de stranden met hun typische granietformaties maar ook door de unieke flora en fauna. Een lokaal gezegde stelt dat hier ooit de Hof van Eden lag.

## Geschiedenis
Austronesiërs afkomstig van Borneo hebben de Seychellen mogelijk tussen 200 en 300 A.D. bewoond voordat ze zich uiteindelijk vestigden op Madagaskar. Arabische handelaren kenden de eilanden, maar hebben ze nooit gekoloniseerd. Arabieren handelden in noten van de coco de mer die alleen op de Seychellen te vinden zijn.
De Seychellen werden in 1501 door Vasco da Gama herontdekt. Tussen 1756 en 1794 stonden de eilanden onder Frans bestuur en vielen ze onder Mauritius. Begin 18e eeuw hield de piraat Olivier Levasseur zich hier een tijdje schuil. De ontdekkingsreiziger Lazare Picault bracht de belangrijkste eilanden in kaart en gaf ze de naam Iles de la Bourdonnais, ter ere van Mahé de La Bourdonnais die destijds gouverneur van Mauritius was. In 1756 vernoemden de Fransen de eilanden naar Jean Moreau de Séchelles, de minister van Financiën onder Lodewijk XV. In 1794 kwam de archipel in Britse handen en in 1814 werd het officieel een Britse kolonie. Na 1830 kwamen er veel vrijgelaten slaven op de Seychellen wonen. Reeds vanaf de 19e eeuw waren de eilanden populaire vakantiebestemmingen voor de (Britse) elite.
In 1903 verkregen de Seychellen de status van Britse kroonkolonie. Na de Tweede Wereldoorlog werd er door de Britten een Wetgevende Raad opgericht, waarin inwoners van de Seychellen konden worden gekozen. In 1948 werd de Vakbond voor Belastingbetalers en Producenten opgericht. Later ontstonden uit deze vakbond twee belangrijke politieke partijen: De Democratische Partij van de Seychellen (SDP) van James Mancham en de Sociaaldemocratische Uniepartij (SPUP) van France-Albert René. In 1970 werd James Mancham van de pro-Britse SDP tot premier benoemd.
Op 29 juni 1976 verkregen de Seychellen onafhankelijkheid binnen het Britse Gemenebest. James Mancham werd tot president gekozen en René van de SPUP werd premier.
Op 4 en 5 juni 1977 pleegden zes aanhangers van premier René (SPUP) een geslaagde coup tegen president Mancham, die daarop naar het Verenigd Koninkrijk vluchtte. France-Albert René werd tot president benoemd en voerde sindsdien een autoritair bewind, hoewel er geen sprake was van een dictatuur. In 1978 fuseerde de SPUP met diverse kleinere partijen tot het Progressief Volksfront van de Seychellen (Front Progressiste du Peuple Seychellois, FPPS), dat de enige toegestane partij op de Seychellen werd. De zelfverklaarde socialistische president René voerde enkele bescheiden sociale hervormingen door en enkele bedrijven werden genationaliseerd, maar halverwege de jaren tachtig weer geprivatiseerd. Dankzij het beleid van de regering-René ging de levensstandaard van de Seychellers vooruit. Tussen 1978 en 1987 werden er diverse mislukte coups ondernomen tegen het regime.
In 1991 liberaliseerde René het systeem en werd een meerpartijenstelsel ingevoerd. Ex-president Mancham keerde terug naar de Seychellen en nam de leiding van diens SDP op zich. René bleef aan de macht tot april 2004, toen partijgenoot James Alix Michel president werd. Michel bleef aan de macht tot 2016, en werd op zijn beurt opgevolgd door een andere partijgenoot, Danny Faure. In 2020 slaagde de oppositie er eindelijk in om de sociaaldemocraten te verslaan. Wavel Ramkalawan van de Linyon Demokratik Seselwa werd de vijfde president van de Seychellen.

## Geografie

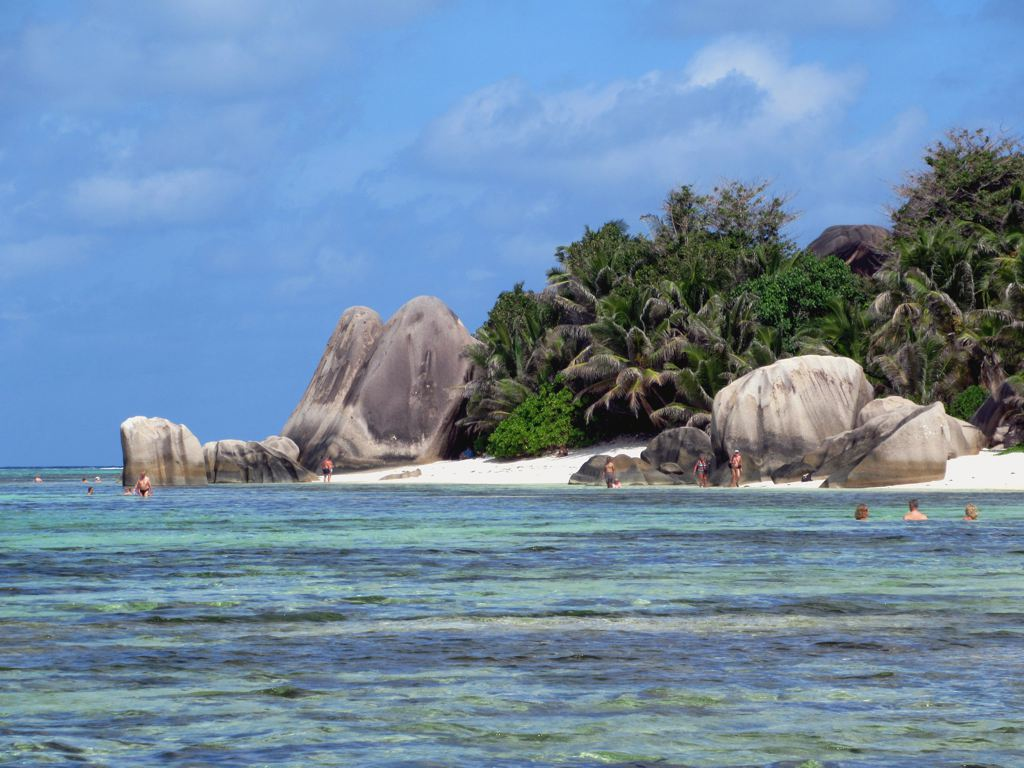
Anse Source d'Argent op La Digue met typische granietformaties die tot aan het strand doorlopen.

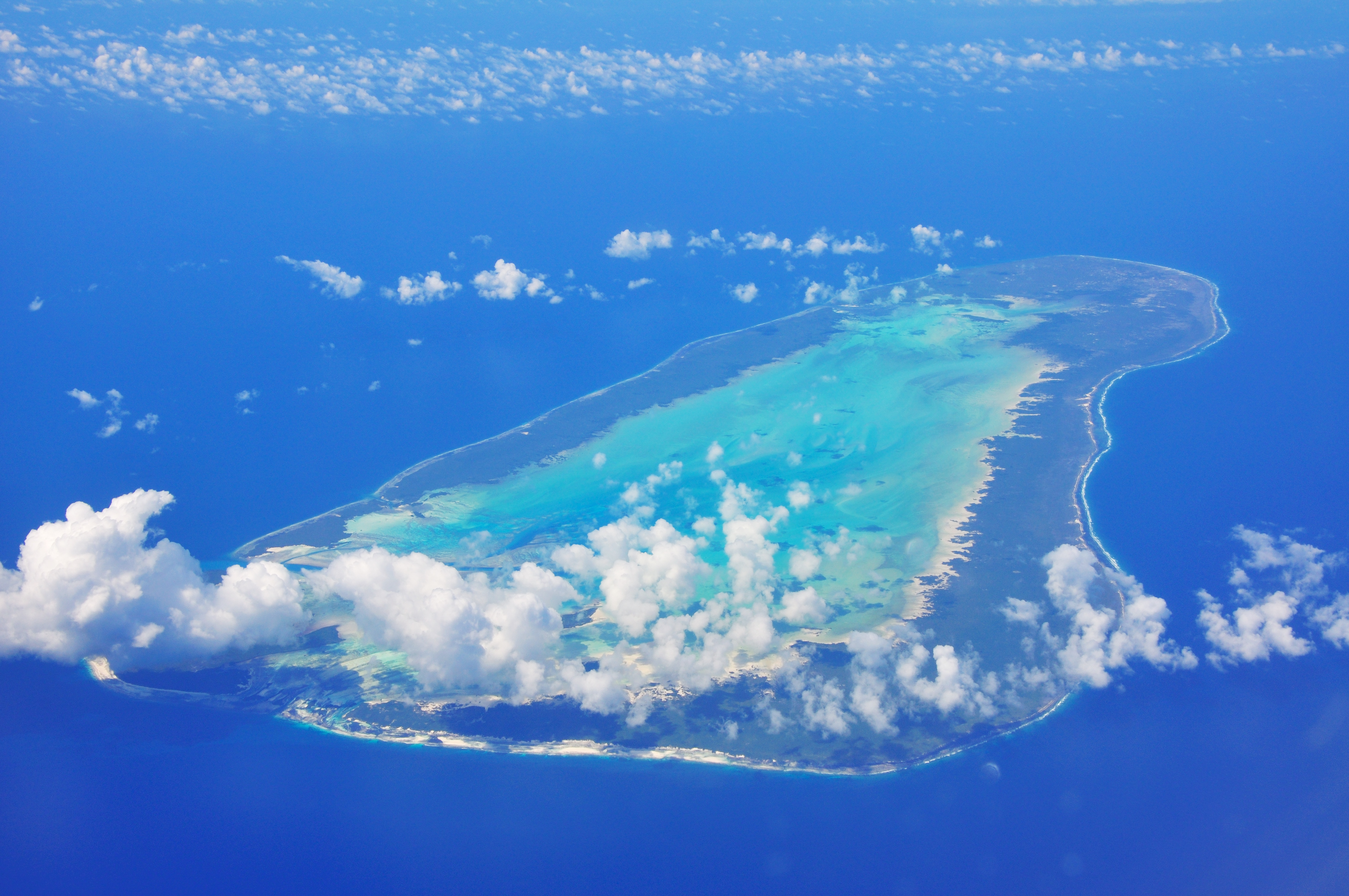
Het Aldabra-atol, onderdeel van de Koralen Seychellen.

De Seychellen bestaan uit 115 eilanden waarvan het hoofdeiland Mahé met slechts 154,7 km² het grootste is. Deze liggen verspreid over een gebied van 400.000 km² zee. Deze eilanden worden ingedeeld in twee groepen.
De Centrale groep, ook wel de Granieteilanden genoemd. Hier woont het overgrote deel van de bevolking en hier gaan de meeste toeristen naartoe.
Hieronder vallen de eilanden met de voor de Seychellen zo typische granietformaties. De vier belangrijkste eilanden zijn het hoofdeiland Mahé, Praslin, La Digue en Silhouette. In het noorden liggen nog twee eilanden, die soms apart de Noordelijke koraalgroep worden genoemd.
De tweede groep zijn de buitenste eilanden, ook wel de Koralen Seychellen genoemd. Deze liggen zeer verspreid en worden weer ingedeeld in de volgende vijf groepen:
- De Aldabragroep, deze groep bestaat uit 46 eilanden die zich zo'n 1.000 km ten zuidwesten van Mahé bevinden. Hier ligt ook Aldabra, het op twee na grootste atol ter wereld.
- De Amiranten liggen ongeveer 200 km ten zuidwesten van Mahé. Het zijn 25 eilanden waarvan er slechts vier bewoond zijn.
- 100 km zuidelijker liggen de Alphonse-eilanden. Dit zijn drie kleine eilanden waarvan er slechts één bewoond is.
- De Farquhargroep bestaat uit vier atollen, 700 km ten zuiden van het hoofdeiland. Hun totale oppervlakte is slechts 11 km².
- De Zuidelijke koraalgroep bestaat ook nog uit twee eilanden.

## Klimaat
De Seychellen kennen door het jaar heen een vrij gelijkmatig klimaat. Doordat men altijd dicht bij zee zit is de luchtvochtigheid wel hoog. Op de hoofdeilanden variëren de temperaturen van 24 °C in juli en augustus tot 30 °C in maart en april. Er valt zo'n 3.000 mm regen per jaar.
De beste tijd om de Seychellen te bezoeken is van mei tot november. In die tijd is de passaat het sterkst voelbaar en is het niet al te warm. De hoofdeilanden liggen buiten het orkaangebied.

## Staatsinrichting

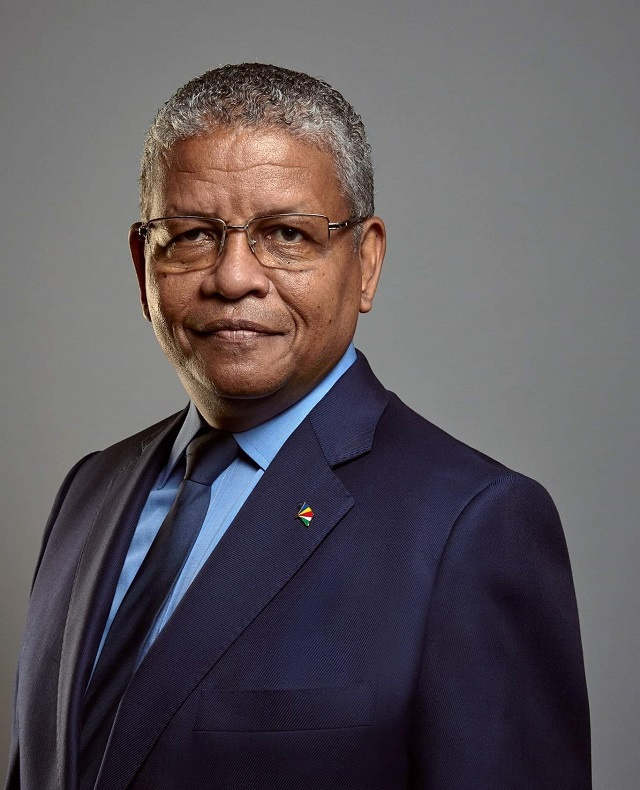
Wavel Ramkalawan, sinds 26 oktober 2020 president van de Seychellen.

- 12 november 1970: autonomie voor de Seychellen
- 1 oktober 1975: zelfbestuur
- 29 juni 1976: onafhankelijkheid (Republiek der Seychellen)

De Seychellen zijn een republiek met als staatshoofd een voor vijf jaar door middel van algemene verkiezingen gekozen president. Dit ambt werd als eerste bekleed door James Mancham (1976-1977), daarna door France-Albert René (1977-2004), James Michel (2004-2016), Danny Faure (2016-2020) en de huidige president Wavel Ramkalawan (sinds 2020). Om de president bij te staan kent men het ambt van vicepresident, sinds 2020 vervuld door Ahmed Afif. De Assemblée Nationale is de volksvertegenwoordiging. Zij bestaat uit 35 leden. Het ambt van premier werd in 1977 afgeschaft. Bij een referendum van 1993 werd er een nieuwe democratische grondwet aangenomen.
Van 1979 tot 1991 kenden de Seychellen een eenpartijstelsel met het Front Progressiste du Peuple Seychellois (FPPS, d.i. Progressief Front van de Seychellen) als enige toegestane beweging. In 1991 werden oppositiepartijen gelegaliseerd, waaronder de Democratische Partij van de Seychellen (SDP) van oud-president en oud-premier James Mancham.

### Bestuurlijke indeling
De Seychellen zijn onderverdeeld in 26 districten. Deze districten zijn allemaal deelgebieden van de centrale eilandengroep. De buitenste eilandengroepen maken van geen enkel district onderdeel uit.

## Maatschappij
Doordat de Seychellen lange tijd een Britse kolonie waren, is de wetgeving en het onderwijssysteem op dat van de Britten gebaseerd. Toch hebben de Fransen duidelijk hun sporen nagelaten. De eilanden maken meer een Franse indruk dan een Britse. Verder zijn de meeste achternamen Frans en veel plaatsaanduidingen zijn ook Franstalig.

### Cultuur
De maatschappij is vooral matrilineair. De meeste moeders zijn alleenstaand en maken in de families ook de dienst uit. De inheemse muziek genaamd Sega is een mengeling van de verschillende muziekstijlen die door de verschillende immigrantengroepen zijn meegebracht.
De eilanden werden als filmlocatie gebruikt voor de films Goodbye Emmanuelle (met de Nederlandse Sylvia Kristel), Tarzan, the Ape Man en Pirates.

### Economie
De economie van de Seychellen drijft grotendeels op visserij, landbouw en toerisme. Daarnaast zijn er een kleine industriële en financiële sector. Het toerisme neemt een kleine 20% van het bnp voor zijn rekening. Dit maakt de economie kwetsbaar aangezien dit een branche is die met onverwachte schokken te maken kan krijgen. Daarnaast is het land sterk afhankelijk van import. Ook dit maakt de economie kwetsbaar.
Begin 21e eeuw is in de wateren rond de Seychellen gezocht naar aardolie; tot nu toe zonder resultaat.

### Religie
De voornaamste godsdienst op de Seychellen is het katholicisme dat door de Fransen uit Europa werd meegebracht. De Engelsen brachten in de 19e eeuw het anglicanisme mee, maar dit sloeg niet zo aan. Ruim 87% van de Seychellers is vandaag de dag katholiek. De sociale zorg en het onderwijs worden door de Katholieke Kerk verzorgd. Zowel de kerk als de regering keren zich tegen bepaalde 'bijgelovige' praktijken (waarzeggerij, dragen van amuletten enz.). De verhouding tussen kerk en staat is uitstekend. De kerk(en) zorgde(n) er in de jaren negentig mede voor dat het land een democratie werd.
Er bevinden zich kleine boeddhistische, hindoeïstische, en islamitische gemeenschappen op de Seychellen. Kerkgenootschappen als de zevendedagsadventisten en de pinkstergemeenten groeien op de Seychellen.

## Natuur

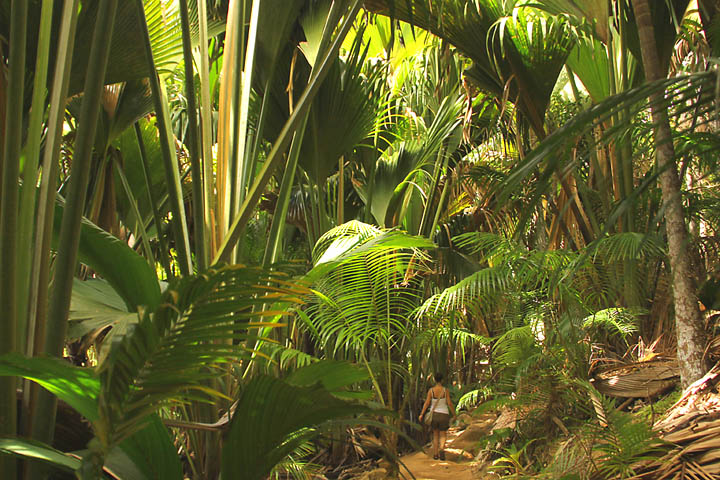
Vallée de Mai, onderdeel van het Praslin National Park en sinds 1983 werelderfgoed.

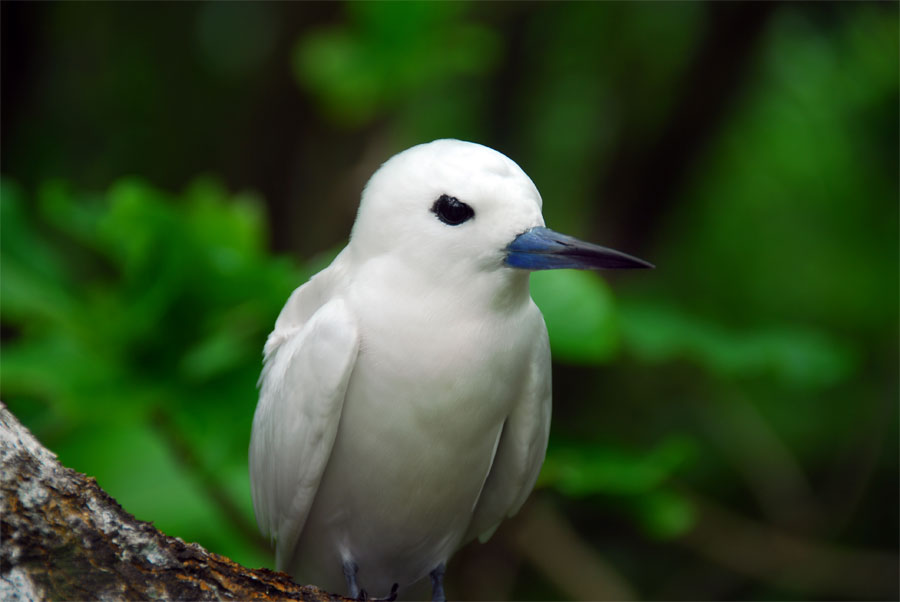
Opaalstern

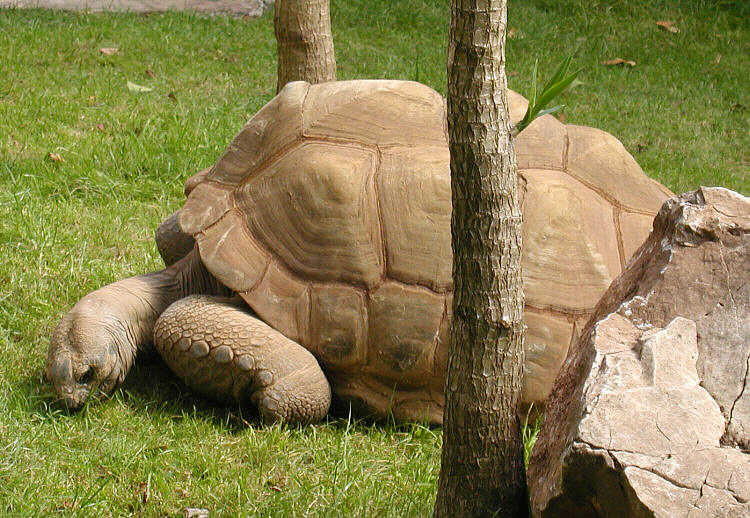
De seychellenreuzenschildpad.

Doordat de eilanden zo afgelegen liggen zijn hier veel endemische planten en dieren ontstaan. Zo komen er bijvoorbeeld 81 plantensoorten voor die nergens anders ter wereld te vinden zijn. Ook per eiland kan de flora en fauna sterk verschillen. De Seychellen doen wat dat betreft niet onder voor de Galapagoseilanden. Het is de regering er dan ook veel aan gelegen om deze soorten in stand te houden en de eilanden te behoeden voor nieuwe soorten die de oude kunnen verdringen. Sterker nog, in de grondwet staat zelfs dat de regering de plicht heeft om de natuur te beschermen.

### Flora
De bekendste endemische boom is de coco de mer (Lodoicea maldivensis), een kokospalmsoort. Deze boom heeft de grootste kokosnoot (en ook het grootste zaad) ter wereld en is te vinden op slechts één eiland van de Seychellen, op Praslin. Hij groeit in het regenwoud midden op het eiland, in de Vallee de Mai. De noten van dit levende fossiel lijken op dubbele gewone kokosnoten. Ze kunnen een lengte van ongeveer 40 centimeter en een gewicht van 15-25 kilogram bereiken en bevatten slechts één enkel zaad.
Een andere plantensoort is het zogenaamde "Bois Meduse" (Medusagyne oppositifolia), waarvoor bij de ontdekking in 1970 een nieuw plantentaxon in het leven werd geroepen. Naast de vanille-orchidee, die op verschillende plantages op de Seychellen wordt gekweekt, komen op de eilanden verschillende wilde en endemische soorten voor.

### Vogels
Op Bird Island komen elk jaar meer dan een miljoen bonte sternen (Onychoprion fuscatus) broeden en op La Digue komen een dertigtal paartjes van de zeldzame seychellenparadijsmonarch (Terpsiphone corvina) voor. Verder zijn de zeldzame kleine vasa-papegaai (Coracopsis nigra) en de opaalstern (Gygis alba) vrij algemeen. Daarnaast bestaan er populaties van een paar duizend seychellenrietzangers en een paar honderd seychellenlijsters. Dit zijn vogelsoorten die in de jaren 60 van de 20e eeuw bijna waren uitgestorven. Deze toename is het resultaat van actieve natuurbescherming door BirdLife International.

### Viervoeters
De seychellenreuzenschildpad (Geochelone gigantea) komt alleen hier voor.
In 2005 is door een Belgisch team van de VUB in India een nieuwe kikkersoort ontdekt en gefotografeerd. Ze doopten het zeven centimeter lange dier Nasikabatrachus sahyadrensis, wat vrij vertaald uit het Sanskriet neuskikker uit het Ghatsgebergte betekent. Het dier lijkt verwant te zijn met kikkers uit de Seychellen. Dit is vooral bijzonder aangezien de afstand India–Seychellen ongeveer 3000 km is. Meer dan honderd miljoen jaar geleden maakten India en de Seychellen samen met Madagaskar echter deel uit van één continent. Daarvan brak volgens de theorie van de platentektoniek 90 miljoen jaar geleden Madagaskar los en 25 miljoen jaar later de Seychellen, waarna India nog eens tien miljoen jaar later afdreef naar het noorden en op Azië botste (wat het hooggebergte Himalaya opleverde). De verwantschap tussen de in 2005 ontdekte kikker en de verwante soorten op de Seychellen is op deze wijze te verklaren.

### Natuurbeheer
Verschillende natuurreservaten zijn opgericht om de natuur te behouden en te beschermen. Daarom wordt het toerisme, dat op de Seychellen de grootste bron van inkomsten is, er strikt gereguleerd. Men is er zich van bewust dat deze natuurlijke bronnen een grote aantrekkingskracht hebben op toeristen en men wil op die manier het toerisme in de toekomst veilig stellen.

### Nationale parken
Op de Seychellen zijn een aantal nationale parken gevestigd:
- Baie Ternay Marine National Park
- Curieuse Marine National Park
- Ile Coco Marine National Park
- Morne Seychellois National Park
- Port Launay Marine National Park
- Praslin National Park
- Silhouette Marine National Park
- Sainte-Anne Marine Nationaal Park

## Fotogalerij

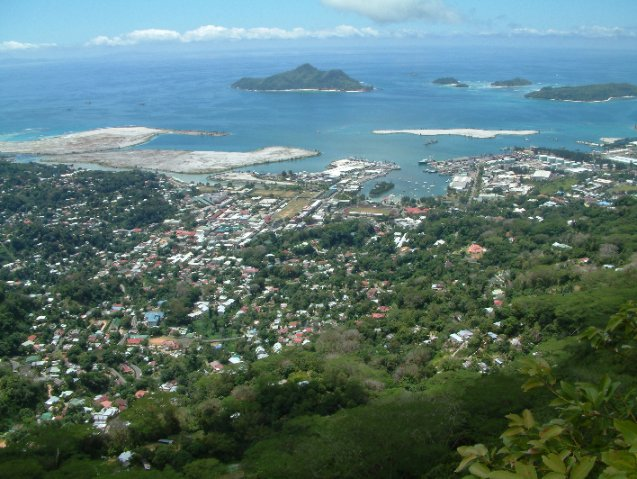
Victoria
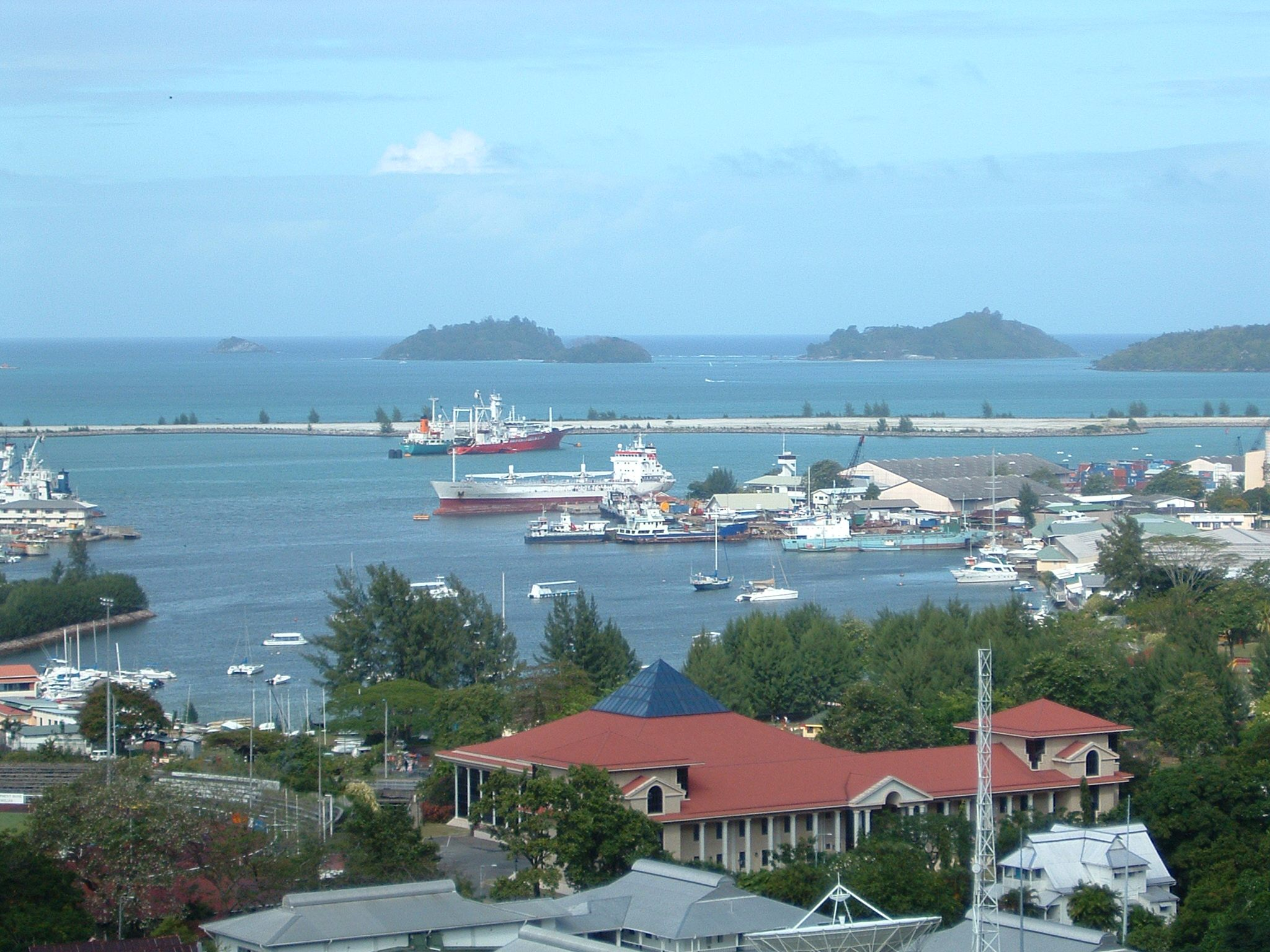
De haven van Victoria
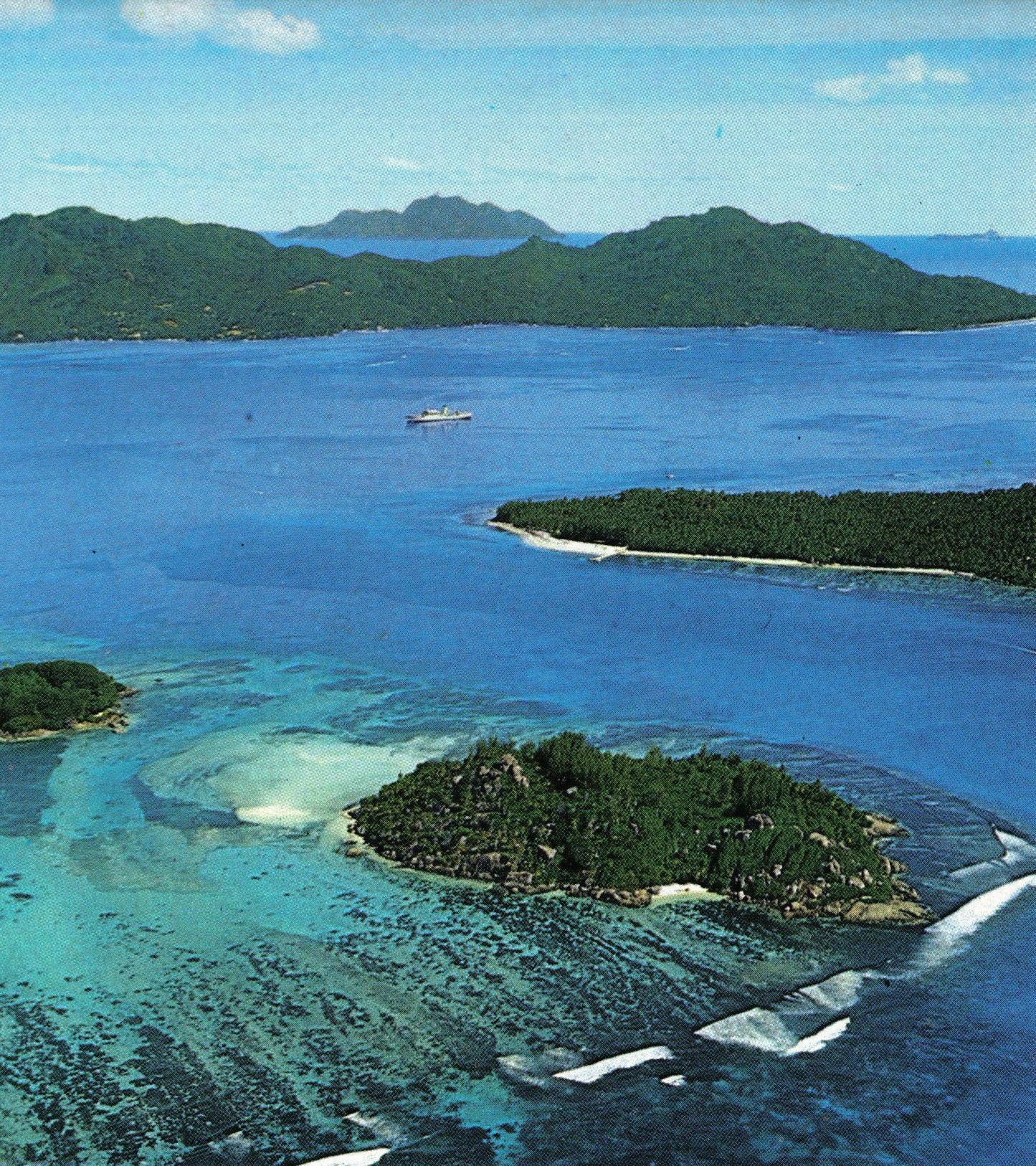
Sainte-Anne Marine Nationaal Park
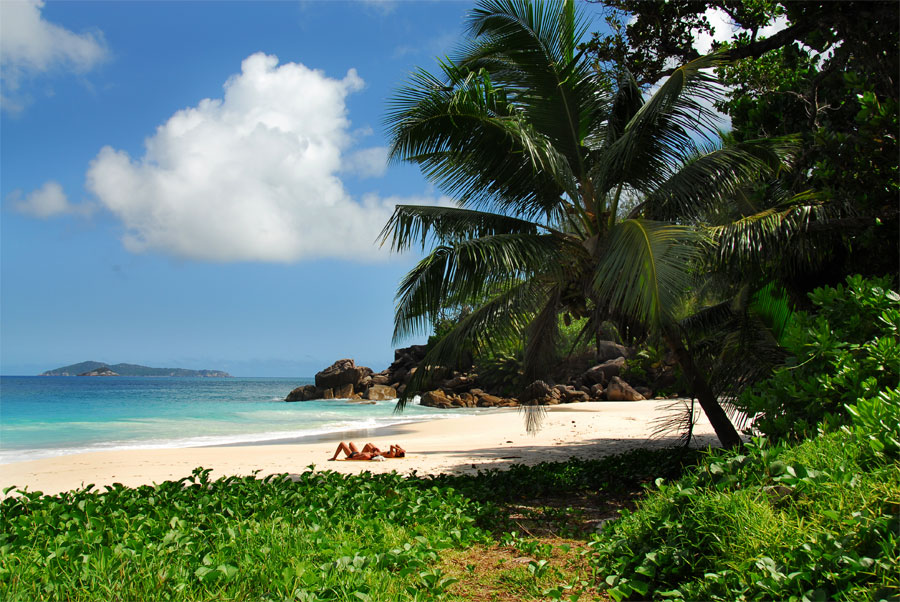
Anse Georgette (Praslin)
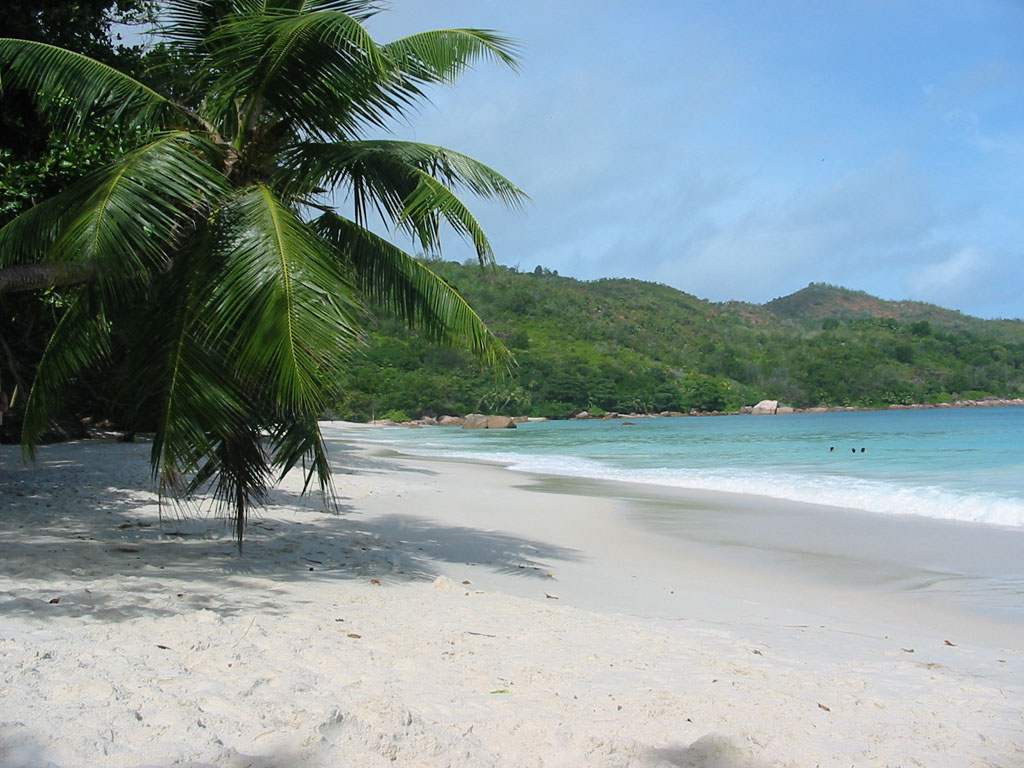
Anse Lazio (Praslin)
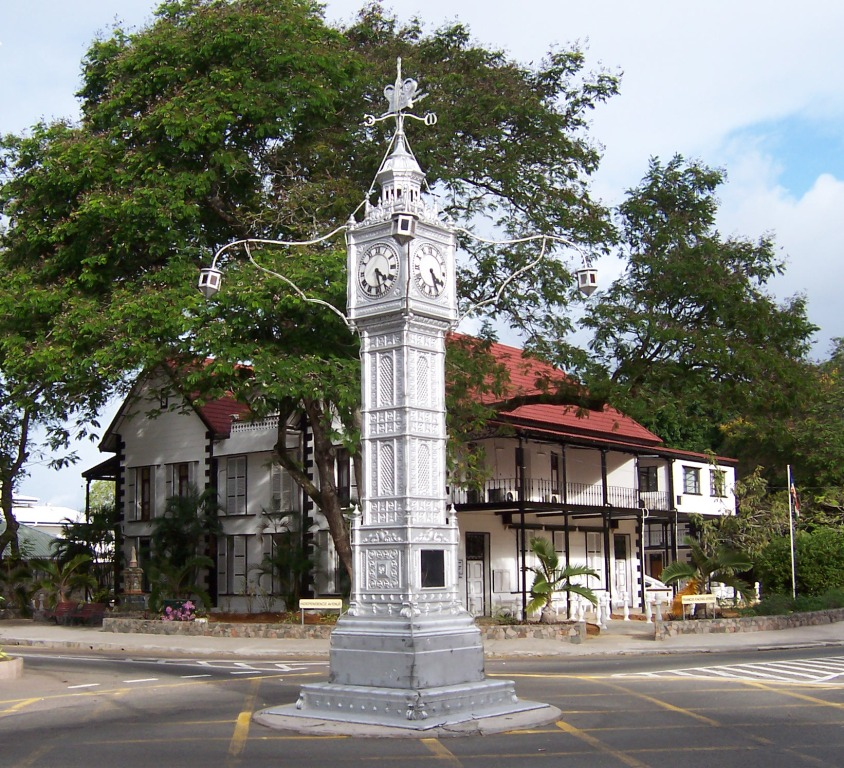
Victoria
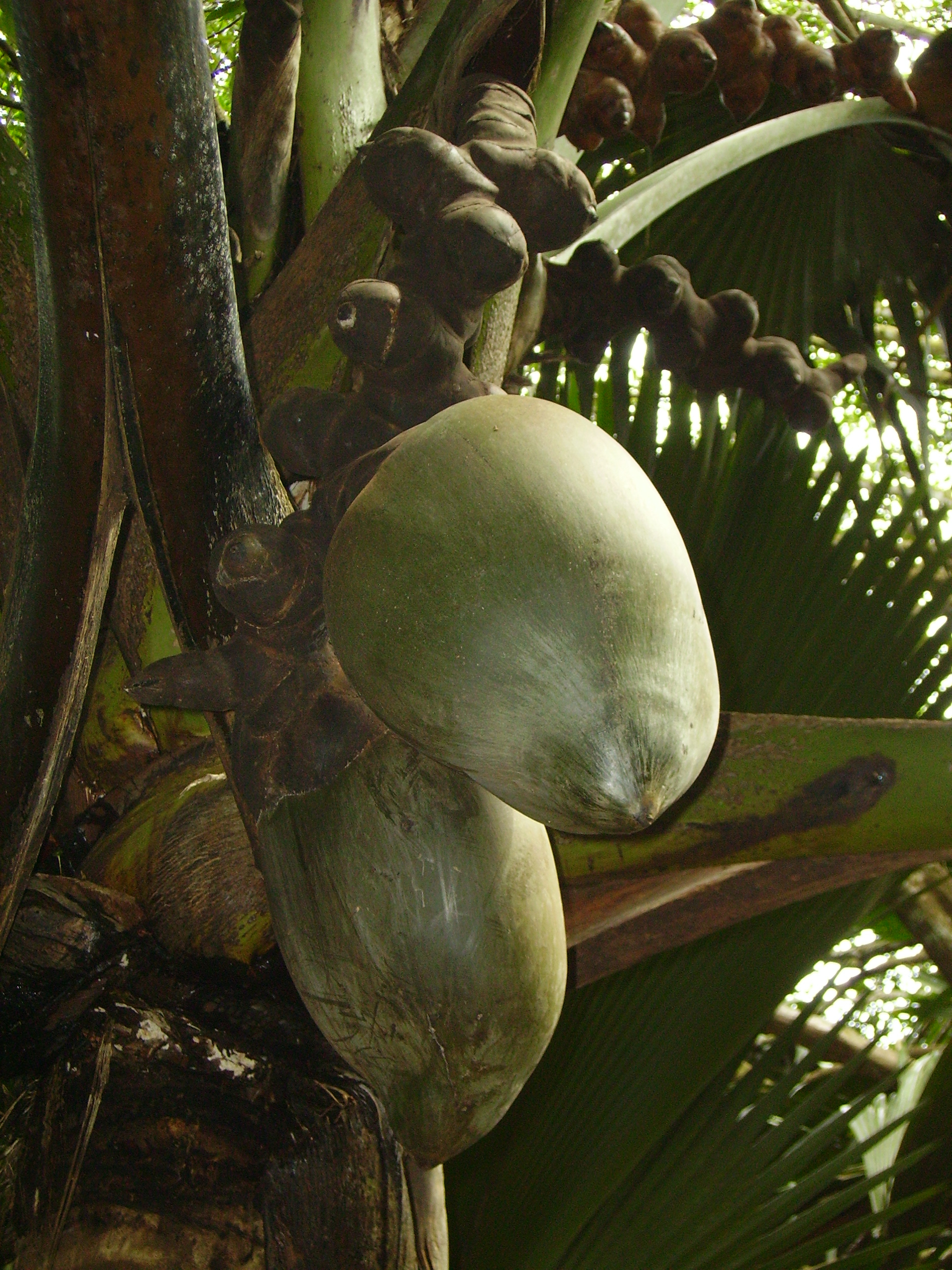
Coco de Mer (Praslin)
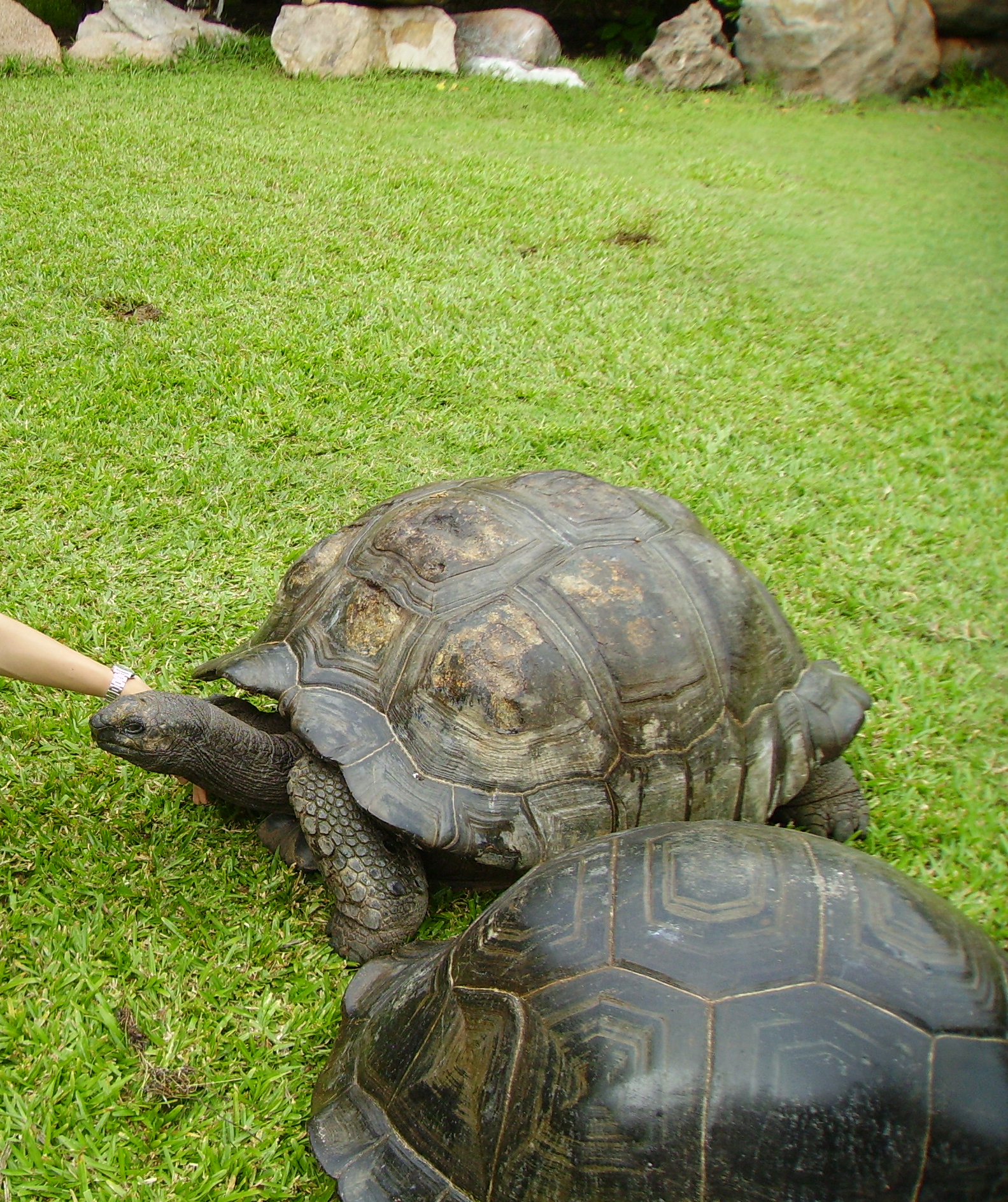
Seychellenreuzenschildpadden (Dipsochelys hololissa), op Cousine

Algerije · Angola · Benin · Botswana · Burkina Faso · Burundi · Centraal-Afrikaanse Republiek · Comoren · Congo-Brazzaville · Congo-Kinshasa · Djibouti · Egypte · Equatoriaal-Guinea · Eritrea · Ethiopië · Gabon · Gambia · Ghana · Guinee · Guinee-Bissau · Ivoorkust · Kaapverdië · Kameroen · Kenia · Lesotho · Liberia · Libië · Madagaskar · Malawi · Mali · Marokko · Mauritanië · Mauritius · Mozambique · Namibië · Niger · Nigeria · Oeganda · Rwanda · Sao Tomé en Principe · Senegal · Seychellen · Sierra Leone · Soedan · Somalië · Swaziland · Tanzania · Togo · Tsjaad · Tunesië · Zambia · Zimbabwe · Zuid-Afrika · Zuid-Soedan
Antigua en Barbuda ·
Australië ·
Bahama's ·
Bangladesh ·
Barbados ·
Belize ·
Botswana ·
Brunei ·
Canada ·
Cyprus · 
Dominica ·
Fiji ·
Ghana ·
Grenada ·
Guyana ·
India ·
Jamaica ·
Kameroen ·
Kenia ·
Kiribati ·
Lesotho ·
Malawi ·
Maleisië ·
Malta ·
Mauritius ·
Mozambique ·
Namibië ·
Nauru ·
Nieuw-Zeeland ·
Nigeria ·
Oeganda ·
Pakistan ·
Papoea-Nieuw-Guinea ·
Rwanda ·
Saint Kitts en Nevis ·
Saint Lucia ·
Saint Vincent en de Grenadines ·
Salomonseilanden ·
Samoa ·
Seychellen ·
Sierra Leone ·
Singapore ·
Sri Lanka ·
Swaziland ·
Tanzania ·
Tonga ·
Trinidad en Tobago ·
Tuvalu ·
Vanuatu ·
Verenigd Koninkrijk ·
Zambia ·
Zuid-Afrika